# أندرياس إيساكسون

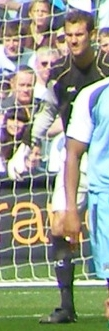
أندرياس إيساكسون

أندرياس إيساكسون (بالسويدية: Andreas Isaksson)، من مواليد 3 أكتوبر 1981 ولد في مدينة تريلبورغ في السويد، لاعب كرة قدم سويدي حارس مرمى يبلغ من الطول 200سم .

بدأ مسيرته الكروية مع نادي تريلبورغ في عام 1999، ولعب معهم 11 مباراة، وفي عام 1999 انتقل إلى نادي يوفنتوس الإيطالي، ولعب معهم حتى عام 2001، وفي عام 2001 انتقل إلى نادي ديورغاردن، ولعب معهم حتى عام 2004، وشارك معهم في 75 مباراة، وفي عام 2004 انتقل إلى نادي رين الفرنسي، ولعب معهم حتى عام 2006، وشارك معهم في 62 مباراة، ومنذ عام 2006إلى عام 2008 لعب مع نادي مانشستر سيتي وصيف عام 2008 انتقل من الدوري الإنكليزي ليلتحق بصفوف بي إس في آيندهوفن الهولندي.
و قد بدأ باللعب مع منتخب السويد لكرة القدم في عام 2002.

## مسيرته الكروية
لعب أندرياس إيساكسون خلال مسيرته الاحترافية مع 7 أندية في اثنين وعشرين موسمًا ولم يسجل خلالها أي هدف ضمن 454 مباراة. حيث فاز في أربعة مواسم بالكأس وفي موسمين بالدوري.
خاض أندرياس إيساكسون مسيرته مع نادي يوفنتوس في موسم 1999–00 في المرة الأولى لمدة موسم واحد ثم في موسم 2000–01 لمدة موسم واحد، لم يشارك في أي مباراة ولم يسجل أي هدف. ثم انتقل إلى نادي تريليبورج ‏ ما بين عامي 1999 و2000 لمدة موسم واحد، حيث شارك في 11 مباراة ولم يسجل أي هدف أيضًا. لينتقل بعدها إلى نادي يورغوردينس في موسم 2001 في المرة الأولى ليلعب معه أربعة مواسم ثم في موسم 2016 واستمر معه طيلة ثلاثة مواسم، مشاركًا طوالها في 135 مباراة ولم يسجل أي هدف أيضًا. ثم انتقل إلى نادي ستاد رين في موسم 2004–05 ولمدة موسمين، مشاركًا في 62 مباراة ولم يسجل أي هدف أيضًا. هذا وانتقل لاحقًا إلى نادي مانشستر سيتي في موسم 2006–07 ولمدة موسمين، مشاركًا في 19 مباراة ولم يسجل أي هدف أيضًا. ثم انتقل بعدها إلى نادي آيندهوفن في موسم 2008–09 ليلعب معه أربعة مواسم، مشاركًا في 123 مباراة ولم يسجل أي هدف أيضًا. ليعود وينتقل من جديد، لكن هذه المرة إلى نادي قاسم باشا في موسم 2012–13 ليلعب معه أربعة مواسم، مشاركًا في 104 مباراة ولم يسجل أي هدف أيضًا.

## روابط خارجية
- أندرياس إيساكسون على موقع الاتحاد الدولي (مؤرشف)  (الإنجليزية)
- أندرياس إيساكسون على موقع الاتحاد الأوربي (الإنجليزية)
- أندرياس إيساكسون على موقع اتحاد السويد (السويدية)
- أندرياس إيساكسون على موقع اتحاد تركيا (لاعب) (الإنجليزية)
- أندرياس إيساكسون على موقع قاعدة بيانات كرة القدم.إي يو (الإنجليزية)
- أندرياس إيساكسون على موقع ناشيونال فوتبول تيمز (الإنجليزية)
- أندرياس إيساكسون على موقع Soccerbase.com (لاعب) (الإنجليزية)
- أندرياس إيساكسون على موقع Soccerway.com (الإنجليزية)
- أندرياس إيساكسون على موقع عالم كرة القدم.نت (الإنجليزية)
- أندرياس إيساكسون على موقع كووورة